# Élections législatives de 1993 dans la 12e circonscription du Nord
Les élections législatives françaises de 1993 dans la 12e circonscription du Nord se déroulent les 21 et 28 mars 1993.

## Circonscription
La 12e circonscription du Nord était composé en 1993 du Canton de Dunkerque-Ouest (moins la partie de la commune de Dunkerque située à l'est d'une ligne définie par la limite de la commune de Saint-Pol-sur-Mer et l'axe des voies ci-après : avenue de Petite-Synthe, rue du 11-Novembre-1918, pont du Mail et canal de Bourbourg jusqu'à la limite de la commune de Coudekerque-Branche), canton de Grande-Synthe et canton de Gravelines.

## Contexte
Succession d'Albert Denvers à l'Ouest de Dunkerque. Pour ces élections Michel Delebarre Ministre d'État et maire de Dunkerque quitte la 13e du Nord face à lui Régis Fauchoit conseiller général du canton de Gravelines et ancien maire de Loon-Plage, Christian Hutin (RPR) Conseiller municipal de Dunkerque, Philippe Eymery (FN), Gaston Tirmarche maire de Saint-Pol-sur-Mer et conseiller général du canton de Dunkerque-Ouest, Marcel Lefevre (Les Verts) adjoint au maire de Dunkerque, Gérard Miroux (PCF) adjoint au maire de Coudekerque-Branche, Georges Boutelier (Les nouveaux écologistes), Jacques Volant (LO), Dominique Delevoye (PT), André Herin (DVD), Noordine Henni (DVG) et Gérard Lust (DVD).

## Résultats[1],[2]
- Député sortant : Albert Denvers (PS)

| Candidat         | Candidat           | Parti                    | Premier tour | Premier tour | Second tour | Second tour |
| Candidat         | Candidat           | Parti                    | Voix         | %            | Voix        | %           |
| ---------------- | ------------------ | ------------------------ | ------------ | ------------ | ----------- | ----------- |
|                  | Michel Delebarre   | PS                       | 8 519        | 18,67        | 14 254      | 32,79       |
|                  | Régis Fauchoit     | DVG                      | 7 203        | 15,79        | 29 212      | 67,21       |
|                  | Christian Hutin    | RPR                      | 7 089        | 15,54        |             |             |
|                  | Philippe Eymery    | FN                       | 6 266        | 13,74        |             |             |
|                  | Gaston Tirmarche   | Socialiste indépendant   | 5 948        | 13,04        |             |             |
|                  | Marcel Lefevre     | Les Verts                | 3 454        | 7,57         |             |             |
|                  | Gérard Miroux      | PCF                      | 2 553        | 5,60         |             |             |
|                  | Georges Boutelier  | Les nouveaux écologistes | 2 012        | 4,41         |             |             |
|                  | Jacques Volant     | LO                       | 893          | 1,96         |             |             |
|                  | Dominique Delevoye | PT                       | 660          | 1,45         |             |             |
|                  | André Herin        | DVD                      | 475          | 1,04         |             |             |
|                  | Noordine Henni     | DVG                      | 383          | 0,84         |             |             |
|                  | Gérard Lust        | DVD                      | 163          | 0,36         |             |             |
|                  |                    |                          |              |              |             |             |
| Inscrits         | Inscrits           | Inscrits                 | 66 652       | 100,00       | 66 653      | 100,00      |
| Abstentions      | Abstentions        | Abstentions              | 18 063       | 27,10        | 18 609      | 27,91       |
| Votants          | Votants            | Votants                  | 48 589       | 70,89        | 48 044      | 72,80       |
| Blancs et nuls   | Blancs et nuls     | Blancs et nuls           | 2 979        | 6,11         | 4 578       | 9,50        |
| Exprimés         | Exprimés           | Exprimés                 | 45 618       | 93,88        | 43 466      | 90,47       |
| * député sortant |                    |                          |              |              |             |             |